# Villa Kokkonen
La Villa Kokkonen est un bâtiment situé à Järvenpää en Finlande.

## Histoire
La maison conçue comme atelier et habitation pour Joonas Kokkonen est l'un des rares bâtiments individuels conçus par Alvar Aalto.
La plupart des meubles sont des pièces uniques conçues par Artek et Alvar Aalto.
La décoration intérieure a également été utilisée dans une des plus célèbres œuvres de Joonas Kokkonen, Les dernières tentations (fi).
À la mort du compositeur, la maison et la propriété étaient sur le point d'être vendues aux enchères, mais la ville de Järvenpää a acheté la maison et son mobilier en 1998.
Actuellement, la Villa Kokkonen est un musée, une destination touristique et un lieu de réunion que l'on peut louer pour les petits groupes.
Située dans un site de collines verdoyantes la maison offre une visite intéressante pour les amateurs d'architecture ou de musique.